# コラディア・リント
コラディア・リント（Alstom Coradia LINT）は、フランスの車両メーカーであるアルストムが展開する気動車。元はリンケ＝ホフマン（LHB）社が設計したもので、1996年に買収後はアルストムの鉄道車両ブランドであるコラディアの一部として販売が行われている。名称のリント（LINT）は、「Leichter Innovativer Nahverkehrstriebwagen」（軽量で革新的なローカル輸送のための鉄道車両）の頭字語である。動力はディーゼルエンジンと水素燃料エンジンの2種類から選択可能である。

## 概要

### 車体
車体は鋼材料の構造で製作されている。自動連結器を搭載し、最大4編成まで連結できる。

### 機関と駆動装置
LINT27とLINT41の場合、一両当たり一つの動力台車は、トグナム製V型6気筒ディーゼルエンジンを持つ駆動システムによって、エンジンから動力が軸継手と軸に伝達され、駆動される。LINT54とLINT81には駆動システムを持つ台車がもう一つ設置できる。

### 制動装置
圧縮空気で作動されるディスクブレーキが主に使用され、動力台車当たりに電磁吸着ブレーキが追加で装着されている。旧型車両にはマネスマン＝レクスロート空圧 (現在のボシュ＝レクスロート株式会社) 製の制動装置が搭載されたが、後でクノールブレムゼ製の制動装置と変更された。DBレギオ・エリカ急行鉄道 (Erixx) ・タウヌス鉄道 (ヘッセン地方鉄道の一部) の車両にはリターダが油圧補助ブレーキとして設置されている。ディーゼル微粒子捕集フィルターはErixx・タウヌス鉄道の車両に追加で設置されている。

### 車内
案内放送の内容は次の停車駅の名と下車時の扉を含めている。それで視覚障害者は容易く列車から降りる。
車両に空調装置は運転者用と乗客用と区分されている。屋根の空調装置は一両あたりに二つ装着されている。ディーゼルエンジンの排熱 (Abwärme) は車内と運転室の暖房に利用される。排熱が充分ではない場合、ディーゼル燃焼の保存暖房器が作動する。暖房器・送風機・空調装置はSpheros社が供給する。前の供給者はベバスト社だった。
運転台はリタル社によって顧客向けのソルションとして製作される。

## 形式と運用
形式の数字は車両のメートル長を意味する。ドイツ鉄道車両の登録番号の中で0640形として表示される気動車は27.26 mの長さからLINT27にあたる。高さ76 cm乗降場に最適化されている車両の場合、末にH字が追加で付く。
長さ41.81 m或いは42.17 mのLINT41はドイツで0648・1648・0623の番号で登録されて、唯一で連接台車を持つ。2両のLINT54と3両LINT81は端台車上の構体 (Wagenkaste) の構造で供給されている。
| 形式   | 車両番号 (国際鉄道連合方式)                                 | 運用会社 |
| ------ | ----------------------------------------------------------- | --- |
| LINT27 | 95 80-0640-xxx-x (ドイツ)                                   | DBレギオ、ヘッセン地方鉄道、ハンゼアティク鉄道 |
| LINT41 | 95 80-0648-xxx-x 95 80-1648-xxx-x 95 80-0623-xxx-x (ドイツ) | - ドイツ：DBレギオ、アベリオ鉄道 (NRW及び中部ドイツ) 、アリーヴァ、バイエルン地方鉄道 (BRB) 、エルベ＝ヴェゼール鉄道交通、Erixx、ヘッセン地方鉄道、中部ドイツ地方鉄道、ドイツ北部鉄道、ノルトヴェストバーン、VIAS鉄道 - オランダ：Syntus - カナダ：O-トレイン - デンマーク：地方列車 (Lokaltog) |
| LINT54 | 95 80-0622-xxx-x (ドイツ)                                   | DBレギオ、Erixx、四つの州急行鉄道 (Vlexx) 、AKN鉄道、VIAS鉄道、ルル谷鉄道、BRB |
| LINT81 | 95 80-0620-xxx-x (ドイツ)                                   | DBレギオ、Vlexx、BRB |

### LINT27

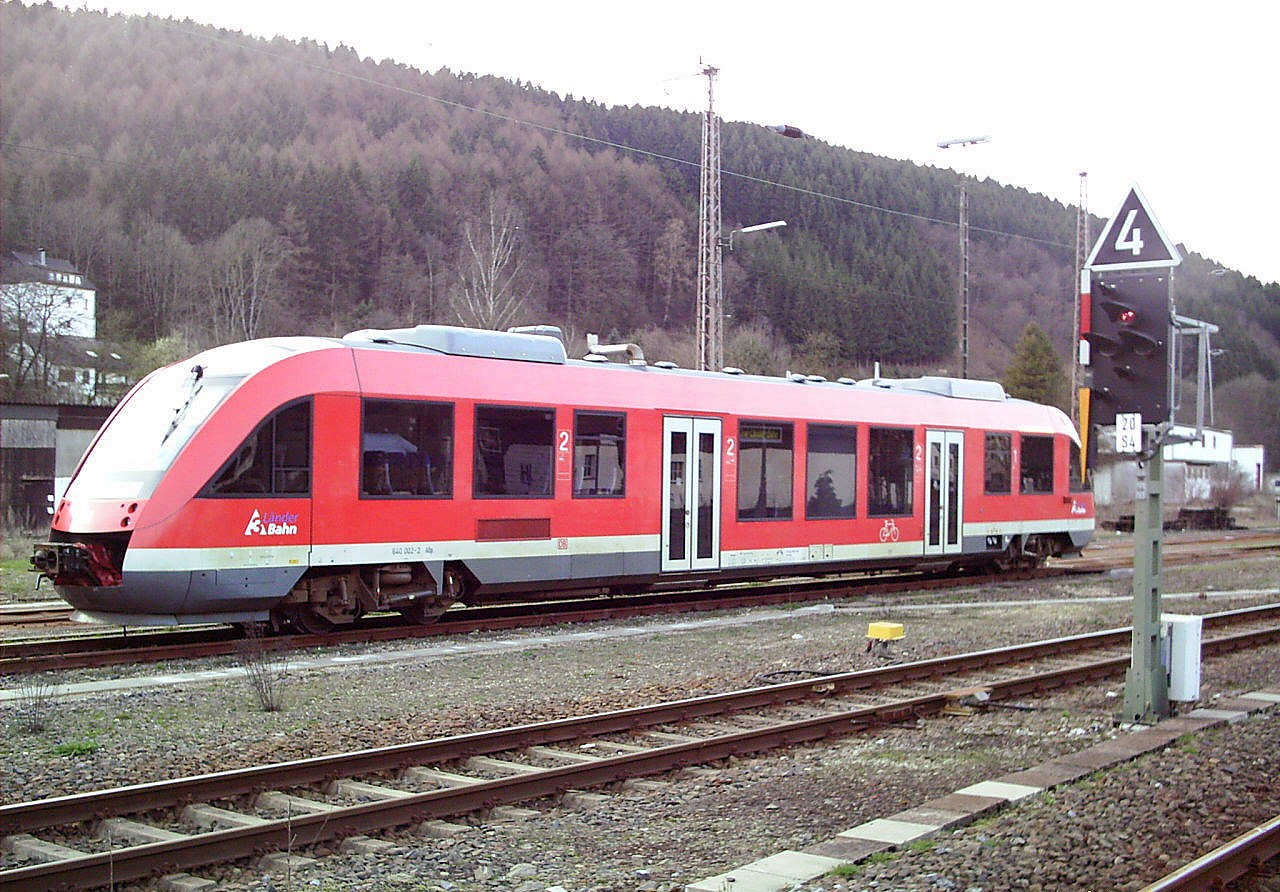
DB所属のLINT27

単行運転が可能な気動車。315 kWの出力と120 km/hの最高速度を発揮する。ドイツ鉄道のLINT27の特徴は動力がディーゼル油圧方式で伝達されることで、一方他の後継形式モデルでは自動変速機が装着されている。車両内部には2等席52席、１等席8席が、多目的空間には13席の折り畳式座席 (Klappsitz) が配置されている。

### LINT41

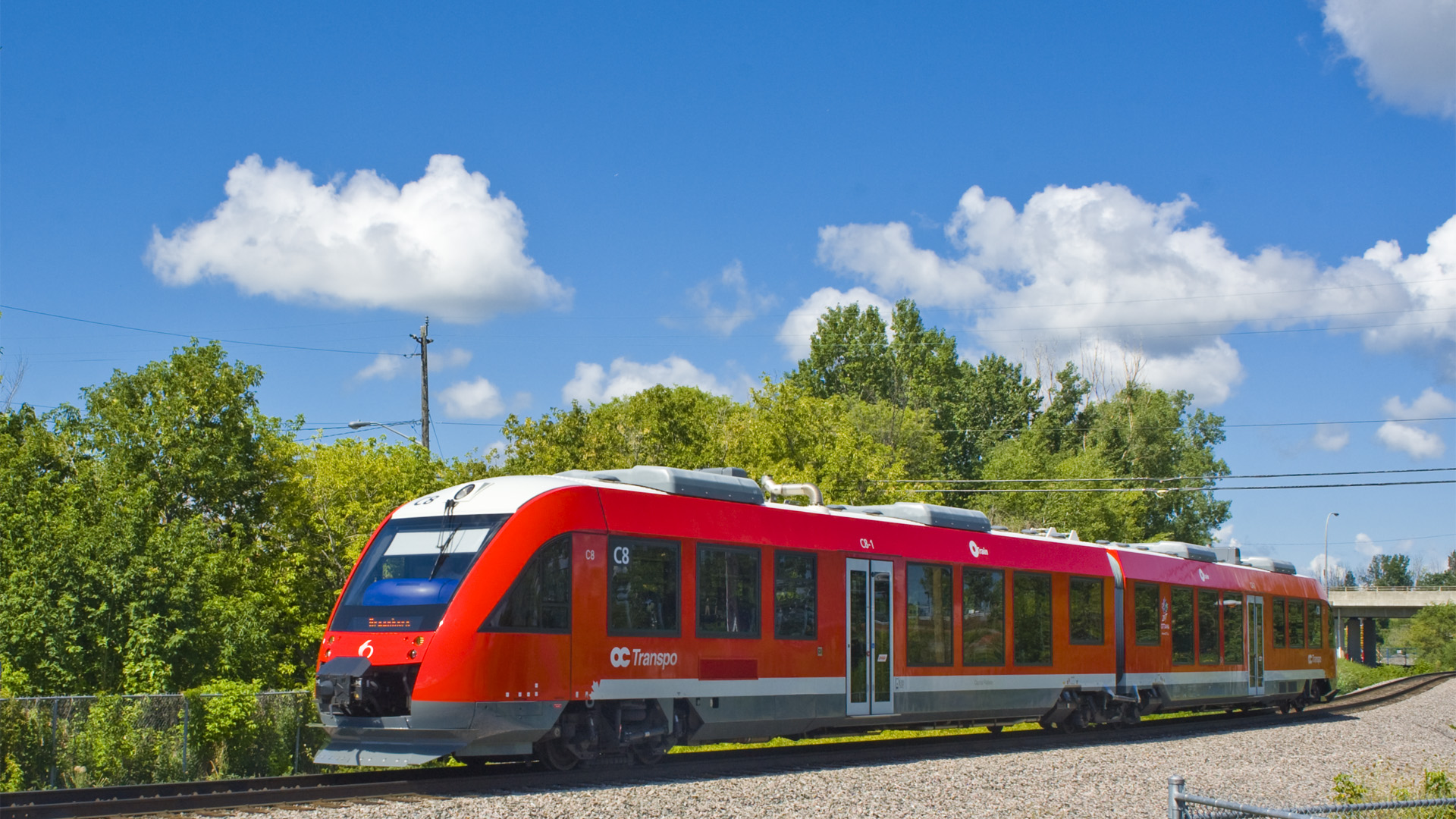
オタワ・Oトレイン用のLINT41

2車体連接式気動車。出入り扉の数は四つで、車内ではトイレと荷物設置所の配置を選択できる。一部会社の車両には扉の側に切符自販機が設置されている。動力台車と出入り口の間、床の下には1台当たり315 kW - 390kWのエンジンが装着されて、端台車を自在継手と連結軸で駆動する。

### LINT54

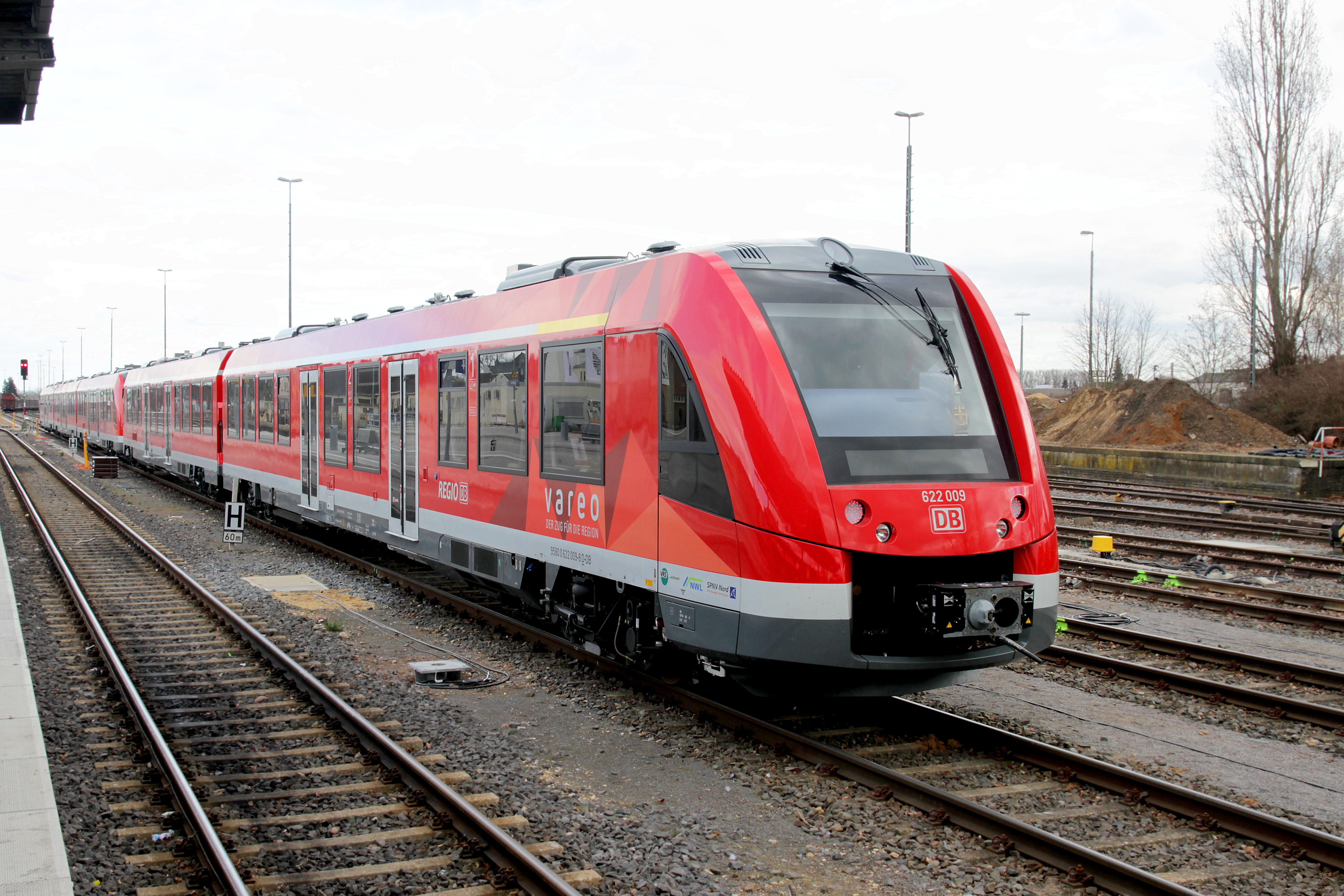
622形気動車 (オイスキルヒェン)

2両編成の気動車。出入り扉の数は八つで、空調機、緊急通話装置、監視カメラが装着されている。ドイツ鉄道にはVAREOの路線網の名で2014年5月からフォアアイフェル線とエルフト谷線の路線に投入された。

### LINT81

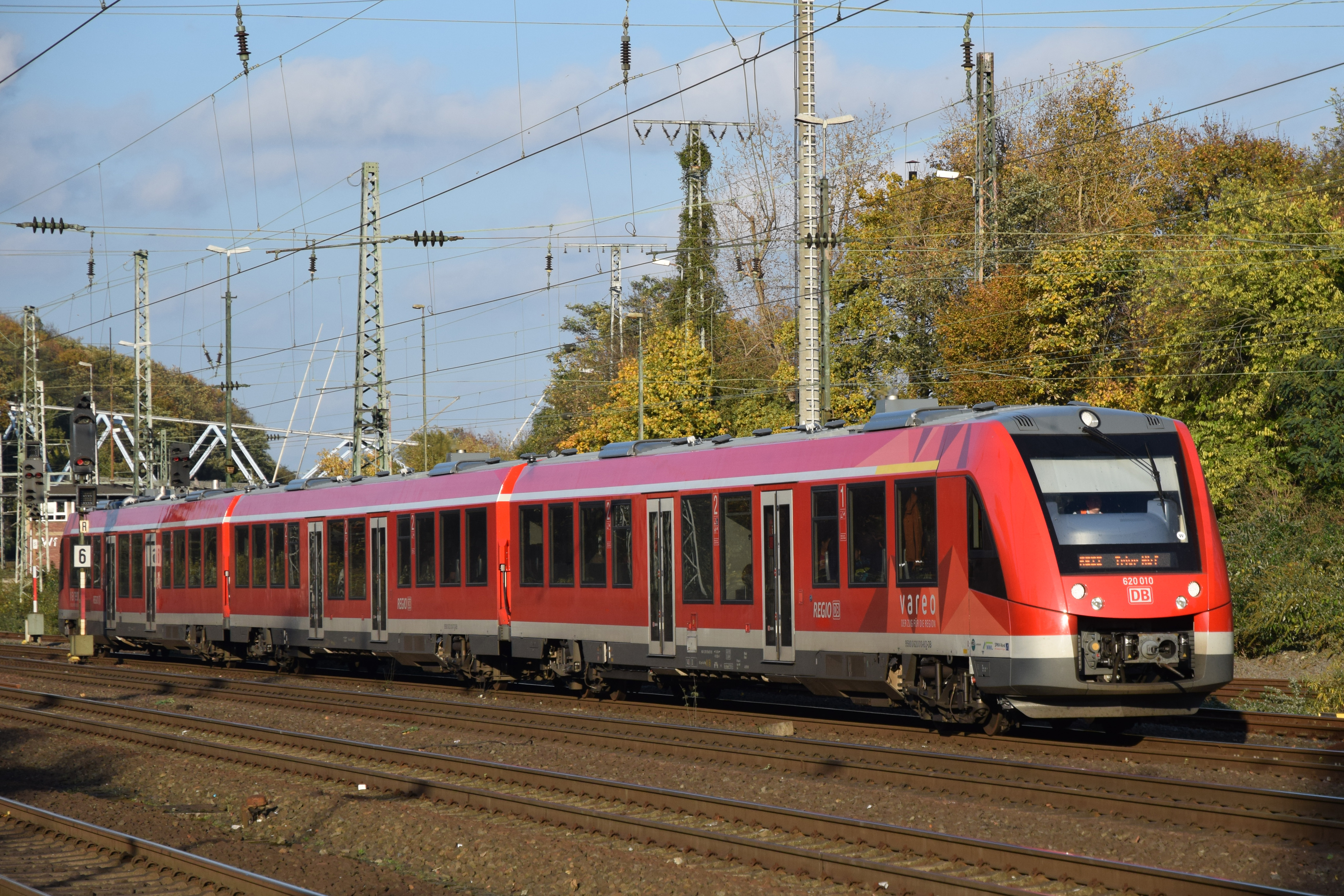
ケルン市の620形気動車

3両編成の気動車。LINT81気動車はドイツ鉄道には620形気動車に当たり、12の出入り扉を持つ。LINT54と異なり、二つの端台車付きの中間車両が動力客車として編成されている。ドイツ鉄道の編成車両の番号は620 0xx - 621 0xx - 620 5xxの順番でつけられている。

### iLint

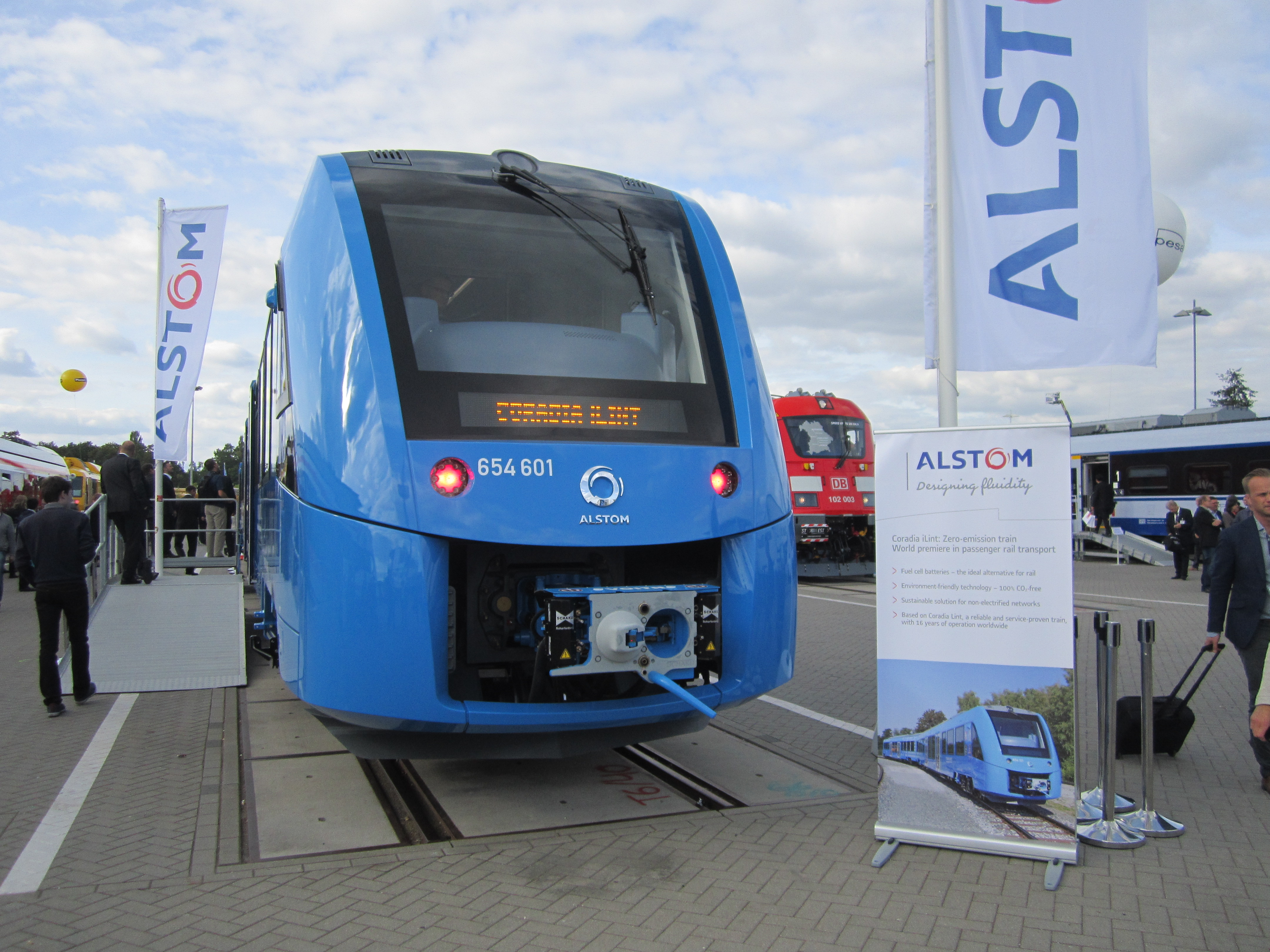
イノトランス2016で展示されたiLINT

Coradia iLintは水素燃料電池を搭載したCoradia Lint 54のバージョンであり、アルストムとドイツ航空宇宙センターによって共同開発された。iLintは、イノトランス2016で発表された新しいモデルであり、世界初の量産水素駆動鉄道車両である。Coradia iLintの最高速度は時速140キロメートル（87 mph）に達し、満タンの水素タンクで600〜800キロメートル（370〜500 mi）走行することができる。この車両はアルストムのザルツギッター工場で組み立てられている。水素イオンは燃料電池によって電気エネルギーに変換され、電気駆動装置を駆動する。水素貯蔵装置は２本の90 kg容量の燃料タンクの形で、屋根上に設置されている。iLintは87 kNの駆動力、544 kWの出力を発揮する。110 kWh容量のリチウムイオン二次電池はエネルギー貯蔵所として乗客用空間の下に装備されている。その二次電池は回生ブレーキに必要なエネルギーを備蓄して、車両の出発時スイッチを入れる。
2014年ニーダーザクセン州、ライン＝ルール運輸連合、バーデン・ヴュルテンベルク州、ライン＝マイン運輸連合は48本の水素動車（Wasserstofftriebzügen）の供給に関する契約にアルストム社と共に署名した。それで鉄道車両モデルの開発は促進されると想定される。この車両は2017年3月20日に80km/hでの走行試験を開始した。Coradia iLINTは、2018年9月にドイツニーダーザクセン州のブクステフーデ-ブレーマーフェルデ-ブレーマーハーフェン-クックスハーフェン路線での運用に入った。これらの列車への燃料を補給は移動式水素補給所で行われているが2021年までに駅での燃料供給が開始され、14列車以上が追加される。